# Elisabeth-Krankenhaus (Gelsenkirchen)
Das Elisabeth-Krankenhaus in Gelsenkirchen-Erle ist ein Krankenhaus mit den Fachabteilungen für Akutgeriatrie und Frührehabilitation sowie Psychiatrie und Psychotherapie. Es gehört zum St. Augustinus Gelsenkirchen Leistungsverbund und ist der Elisabeth-Krankenhaus GmbH angehörig.

## Geschichte
Es war der erste Pfarrer von St. Barbara in Erle, Bernhard Strumann, der im Jahr 1902 die Notwendigkeit erkannte, in Erle ein Krankenhaus zu bauen. Die Zechenschächte Bismarck II und III waren abgeteuft, der Bevölkerungszuwachs enorm. Viele Erler Bürger, der Herzog von Arenberg und die Zeche Graf Bismarck unterstützten den Bau. So konnte das Krankenhaus am 19. Mai 1904 seiner Bestimmung übergeben werden. Als erster Arzt nahm  Kühling mit acht ihm zur Seite stehenden Franziskaner-Schwestern die Arbeit zur Versorgung von zunächst 62 Patienten auf. 1908 übernahm  Lübbesmeyer die internistische Abteilung, und im Jahr 1925 versorgten inzwischen 26 Ordensschwestern rund 200 Patienten.
Im Jahr 1924 wurde eine Frauenklinik eröffnet, verbunden mit einem Wöchnerinnenheim unter der Leitung von  Lönne. Das Einzugsgebiet wuchs in den Emscher-Lippe-Raum. Mit den Jahren wurde die Abteilung unter dem Namen „Vestische Frauenklinik“ bekannt.
1925 erhielt der Eingangsbereich des Elisabeth-Krankenhauses seine noch heute sichtbare Front durch einen Vorbau mit der darüber liegenden Kapelle. Am 15. Februar 1973 verließen die Ordensschwestern des Franziskaner-Ordens das Elisabeth-Krankenhaus. Das hinter dem Krankenhaus gelegene ehemalige Schwestern- und Schülerinnenwohnheim aus dem Jahr 1967 wird heute von Tagesklinik, Ergotherapie und Verwaltung genutzt.
Die Landeskrankenhausplanung zwang das Krankenhaus 1985 zu einer gravierenden Strukturänderung. Die operativen Fächer Chirurgie und Gynäkologie wurden aufgegeben, eine Abteilung für klinische Psychiatrie neu eingerichtet. Als weitere Fachabteilung nahm 1987 die Geriatrie ihre Arbeit auf.
Heute sind Psychiatrie und Geriatrie die tragenden Fachrichtungen des Hauses.
Seit dem 25. Juni 2015 ist das Elisabeth-Krankenhaus dem St. Augustinus-Leistungsverbund zugehörig.

## Fachabteilungen
- Akutgeriatrie/Frührehabilitation
- Psychiatrie/Psychotherapie